# Embelia ruminata
Embelia ruminata là một loài thực vật có hoa trong họ Anh thảo. Loài này được (E.Mey. ex A.DC.) Mez mô tả khoa học đầu tiên năm 1902.